# Fabrizio Frizzi
Pour les articles homonymes, voir Frizzi.
Fabrizio Adriano Frizzi (né le 5 février 1958 à Rome et mort dans cette ville le 26 mars 2018) est un acteur spécialisé dans le doublage et un animateur de télévision italien.

## Biographie
Fabrizio Frizzi a commencé jeune sa carrière, d'abord à la radio et la télévision privée, pour se diriger vers Rai Uno, la première chaîne italienne, où il participa à la diffusion d'Il Barattolo, puis à la quotidienne pour enfants Tandem, dirigée par Enza Sampo.
Fabrizio Frizzi est mort à Rome dans la nuit du 25 au 26 mars 2018 des suites d'une hémorragie cérébrale.

### Vie privée
Fabrizio Frizzi a épousé en secondes noces, en 2012, la jeune journaliste TV, Carlotta Mantovan, de 24 ans sa cadette, rencontrée pendant les sélections de Miss Italie 2001. Le couple donne naissance à une fille, Stella, en 2013.
Il est le frère du compositeur Fabio Frizzi.